# Isidor Papo
Isidor Papo (Ljubuški, 31. prosinca 1913. − Beograd, 14. listopada 1996.) bosanskohercegovački Židov, koji je bio je liječnik, general-pukovnik sanitetske službe i glavni kirurg JNA, sudionik NOB-a i član SANU.

## Biografija
Rođen je 31. prosinca 1913. godine u Ljubuškom. Potiče iz obitelji sefardskih Židova, čiji su preci došli u 17. stoljeću, nakon što su bili prognani iz Španjolske. Poslije završene gimnazije u Mostaru, 1932. godine, upisao je studije medicine na Sveučilištu u Zagrebu.
Posle Travanjskog rata i okupacije Kraljevine Jugoslavije, 1941. godine, odlazi u Mostar i radi na kirurškom odjelu, a zatim odlazi u Mostarski NOP odred. Tokom rata nalazio se u kirurškoj ekipi Vrhovnog štaba NOV i POJ. Za vrijeme rata doživio je tešku obiteljsku tragediju. Ustaše su mu ubili preko 50 članova obitelji uključujući rođenog brata i sestru.
Godine 1944. poslat je u saveznički centar u Italiju, gde je upoznao Roda Smita (koji ga je 1969. godine predložio za člana Kraljevskog kirurškog koledža koji je imao 50 članova). Po povratku iz Italije postao je upravitelj Bolničkog centra u Novom Sadu, a potom je upućen na Srijemski front, gde je rukovodio pokretnim kirurškim ustanovama.
Godine 1946. je poslat u Sovjetski Savez na usavršavanje kod Judina, Bakunjeva i Višnjevskog. Tamo je položio i specijalistički ispit iz kirurgije 1947. godine, a 1948. se vraća u zemlju i postaje načelnik Drugog kirurškog odjela Glavne vojne bolnice koja je kasnije prerasla u Vojnomedicinsku akademiju JNA. Kako je kod Judina naučio njegovu tehniku rekonstrukcije jednjaka počinje je primjenjivati ali i usavršavati, pa se ta operacija u kirurškim tehnikama naziva "operacijom po Judinu i Papi". Do tada ove bolesnike u Jugoslaviji niko nije operirao, a kako ih je bilo mnogo, Papo je ubrzo operirao preko 350 ovih bolesnika, po čemu je stekao i međunarodno priznanje. Ubrzo je postavljen za šefa Katedre kirurgije i glavnog kirurga JNA.
Zatim odlazi u SAD na usavršavanje u kardiokirurgiji koje se tih godina radala zahvaljujući usavršavanju ekstrakorporalne cirkulacije. Bio je na klinikama u Philadelphiji, Mayo klinici, Mt Sinay Hospital i drugim. Vraća se u zemlju i počinje raditi operacije na srcu i već 12. studenoga 1965. godine ugraduje prvu umjetnu valvulu. Uradio je blizu 4.000 operacija na otvorenom srcu.
Godine 1950. dobio je zvanje docenta, 1953. izvanrednog profesora, a 1956. redovnog profesora. Napredovao je i u vojnoj karijeri. Godine 1975. unapreden je u čin general-pukovnika sanitetske službe JNA. Za predsjednika kirurške sekcije izabran je krajem 1963. godine i na toj dužnosti je ostao do 22. siječnja 1966. godine. U tom razdoblju rad sekcije je bio intenzivan. Pozivao je i ugledne kirurge iz inozemstva da drže predavanja na sastancima Sekcije.
Objavio je 217 radova, od toga 13 u inozemnim časopisima. Bio je redaktor udžbenika Ratna kirurgija. Preko 30 godina bio je načelnik kirurške klinike VMA. Umirovljen je 1982. godine. Umro je 14. listopada 1996. godine i sahranjen je na židovskom groblju u Beogradu.